# ذکریا (طرقبه شاندیز)
ذکریا، روستایی از توابع بخش طرقبه شهرستان مشهد در استان خراسان رضوی ایران است. این روستا در شهر مشهد واقع شده است و بر اساس سرشماری ۱۳۹۵ از تقسیمات کشوری حذف گردیده است.

## جمعیت
این روستا در دهستان طرقبه قرار دارد و براساس سرشماری مرکز آمار ایران در سال ۱۳۸۵، جمعیت آن ۱۱۶ نفر (۲۹خانوار) بوده‌است.